# 呼叫魚
呼叫魚(英: Yin yang fish)は、生きた魚を丸ごと揚げ物にした中華料理である。台湾省嘉義市の料理である。

## 作り方
ウロコ付きの魚（通常はコイ）の頭を氷で包み、丸ごと油で揚げる。その後、皿に盛ってソースをかけるが、（恐らくは死後にも残る電気インパルスの残渣によって）体が揚げられた後も頭はビクッと動き続ける。中国語では、他に陰陽魚や糖醋活魚、英語ではdead-and-alive fishとも呼ばれる。

## 論争
2007年、嘉義市にある台湾料理のレストランのオーナーが、この料理を提供した際に、市職員やその他の客から、料理の残酷さへの非難を受けるということがあった。世論からの抗議を受けて、その後この料理はメニューから削除され、台湾では提供を禁止された。
2009年のこの料理の動画は、動物の倫理的扱いを求める人々の会から強い非難を受け、同会はこの動画を「うんざりさせるもの」と評している。